# Anthopleura incerta
Anthopleura incerta är en havsanemonart som beskrevs av J.L. England 1992. Anthopleura incerta ingår i släktet Anthopleura och familjen Actiniidae. Inga underarter finns listade i Catalogue of Life.